# كوجي تاناكا
كوجي تاناكا (باليابانية: 田中 孝司) (مواليد 2 نوفمبر 1955)، هو لاعب كرة قدم ياباني سابق كان يلعب كلاعب وسط. سبق له أن لعب مع منتخب اليابان.

## وصلات خارجية
- كوجي تاناكا على موقع ناشيونال فوتبول تيمز (الإنجليزية)
- كوجي تاناكا على موقع Soccerway.com (الإنجليزية)
- كوجي تاناكا على موقع عالم كرة القدم.نت (الإنجليزية)

- National Football Teams
- Japan National Football Team Database